# 小野貴久
小野 貴久（おの たかひさ、1993年6月6日 - ）は、トップリーグ日野レッドドルフィンズに所属するラグビー選手。

## プロフィール
- 栃木県出身[1]。
- ポジションはフッカー。
- 身長 179cm、体重 96kg

## 略歴
2012年、国学院栃木高校卒業後、帝京大学に入る。なお国学院栃木高校時代に主将を務めて、高校日本代表候補に選ばれたことがある。
2016年、帝京大学卒業後、日野自動車レッドドルフィンズに加入。同年11月5日に行われたトップイーストリーグDiv.1第8節のヤクルトレビンズ戦に途中出場で公式戦初出場を果たす。